# Laura Bruschini
Laura Bruschini (Lecco, 26 agosto 1966) è un'ex pallavolista ed ex giocatrice di beach volley italiana.

## Palmarès

### Pallavolo

#### Club
- Champions League: 1

2000-01
- Coppa CEV: 1

1996-97

### Beach volley

#### Competizioni nazionali
- Campionato italiano Cesenatico 1994 (con Caterina De Marinis)
- Campionato italiano Porto San Giorgio 1998 (con Annamaria Solazzi)
- Campionato italiano Marina di Ravenna 1999 (con Annamaria Solazzi)
- Campionato italiano Cesenatico 2001 (con Annamaria Solazzi)
- Campionato italiano Cagliari 2002 (con Annamaria Solazzi)
- Campionato italiano Rimini 2004 (con Annamaria Solazzi)
- Campionato italiano Sottomarina 2005 (con Diletta Lunardi)

#### Competizioni internazionali
- Campionati europei Pescara 1996 (con Annamaria Solazzi)
- Campionati europei Riccione 1997 (con Annamaria Solazzi)
- Campionati europei Rodi 1998 (con Annamaria Solazzi)
- Campionati europei Palma di Maiorca  1999 (con Annamaria Solazzi)
- Campionati europei Getxo 2000 (con Annamaria Solazzi)